# Brachystemma calycinum
Brachystemma calycinum là loài thực vật có hoa thuộc họ Cẩm chướng. Loài này được D.Don mô tả khoa học đầu tiên năm 1825.